# John Partridge
John Partridge (ur. 24 lipca 1971 w Bury w Anglii) – brytyjski aktor, występujący głównie jako wokalista i tancerz w teatralnych musicalach. 
Znany z roli Rum Tum Tuggera w ekranizacji musicalu Koty Andrew Lloyda Webbera z 1998 roku.

## Biogram
Jako dziecko trenował balet w The Royal Ballet School. W 1982 roku, jako jedenastolatek, wystąpił w telewizyjnej adaptacji noweli Stana Barstowa A King of Love. Trenował aktorstwo w Bush Davies School of Performing Arts i następnie w college'u Doreen Bird College of Performing Arts, którego nie ukończył, by w wieku siedemnastu lat dołączyć do obsady oryginalnej brytyjskiej trasy Kotów Webbera.
Od stycznia 2008 roku wciela się w rolę Christiana Clarke'a, brata-geja Jane Beale, w operze mydlanej stacji BBC EastEnders.
Jest otwartym gejem.

## Role teatralne
- Alladyn
- Hunting of the Snark jako Butcher, Prince Edward Theatre
- Starlight Express jako Electra, Apollo Victoria Theatre
- The Who's Tommy jako The Hawker i Kapitan Walker, Shaftesbury Theatre
- Grease jako Roger, Dominion Theatre
- The Fix, Donmar Warehouse
- Rent jako Roger Davis, Berlin (Niemcy)
- Notre-Dame de Paris jako Gringoire, Dominion Theatre
- Black Goes with Everything, Churchill Theatre
- Taboo jako Marilyn, Leicester Square Theatre (wcześniej The Venue)
- Miss Saigon, trasa brytyjska 2005
- The Drowsy Chaperone, Novello Theatre

## Dyskografia
- The New Starlight Express (1992) jako Electra the Electric Train (CD)
- Cats (1998) jako Rum Tum Tugger(DVD)
- Rent (1999) original German cast recording as Roger Davis (CD)
- The Fix original London cast recording (CD)
- Taboo (200) jako Marilyn (DVD)
- Cats (edycja niemiecka) (2004) jako Rum Tum Tugger